# Язвинский сельсовет
Язвинский сельсовет — упразднённая административная единица на территории Шумилинского района Витебской области Белоруссии.

## Состав
Язвинский сельсовет включал 11 населённых пунктов:
- Башни — деревня.
- Гринево — деревня.
- Дубровское — деревня.
- Завязье — деревня.
- Ложок — деревня.
- Мазеки — деревня.
- Полтево — деревня.
- Солодухи Пущевые — деревня.
- Тербешово — деревня.
- Ужлятино — деревня.
- Язвино — деревня.